# Список астероїдів (9901—10000)
| Назва                               | Тимчасове позначення      | Дата відкриття    | Місце відкриття                               | Відкривач                                              |
| ----------------------------------- | ------------------------- | ----------------- | --------------------------------------------- | ------------------------------------------------------ |
| (9901) 1997 NV                      | 1997 NV                   | 1 липня 1997      | Обсерваторія Клеть                            | Обсерваторія Клеть                                     |
| 9902 Кіркпатрік (Kirkpatrick)       | 1997 NY                   | 3 липня 1997      | Прескоттська обсерваторія                     | Пол Комба                                              |
| 9903 Леонхардт (Leonhardt)          | 1997 NA1                  | 4 липня 1997      | Прескоттська обсерваторія                     | Пол Комба                                              |
| 9904 Мауратомбеллі (Mauratombelli)  | 1997 OC1                  | 29 липня 1997     | Обсерваторія Пістоїєзе                        | Андреа Боаттіні, Лучано Тезі                           |
| 9905 Тіціано (Tiziano)              | 4611 P-L                  | 24 вересня 1960   | Паломарська обсерваторія                      | К. Й. ван Гаутен, І. ван Гаутен-Ґроневельд, Т. Герельс |
| 9906 Тінторетто (Tintoretto)        | 6523 P-L                  | 26 вересня 1960   | Паломарська обсерваторія                      | К. Й. ван Гаутен, І. ван Гаутен-Ґроневельд, Т. Герельс |
| 9907 Oileus                         | 6541 P-L                  | 24 вересня 1960   | Паломарська обсерваторія                      | К. Й. ван Гаутен, І. ван Гаутен-Ґроневельд, Т. Герельс |
| 9908 Ауе (Aue)                      | 2140 T-1                  | 25 березня 1971   | Паломарська обсерваторія                      | К. Й. ван Гаутен, І. ван Гаутен-Ґроневельд, Т. Герельс |
| 9909 Ешенбах (Eschenbach)           | 4355 T-1                  | 26 березня 1971   | Паломарська обсерваторія                      | К. Й. ван Гаутен, І. ван Гаутен-Ґроневельд, Т. Герельс |
| 9910 Фоґельвайде (Vogelweide)       | 3181 T-2                  | 30 вересня 1973   | Паломарська обсерваторія                      | К. Й. ван Гаутен, І. ван Гаутен-Ґроневельд, Т. Герельс |
| 9911 Кванц (Quantz)                 | 4129 T-2                  | 29 вересня 1973   | Паломарська обсерваторія                      | К. Й. ван Гаутен, І. ван Гаутен-Ґроневельд, Т. Герельс |
| 9912 Доніцетті (Donizetti)          | 2078 T-3                  | 16 жовтня 1977    | Паломарська обсерваторія                      | К. Й. ван Гаутен, І. ван Гаутен-Ґроневельд, Т. Герельс |
| 9913 Гумпердінк (Humperdinck)       | 4071 T-3                  | 16 жовтня 1977    | Паломарська обсерваторія                      | К. Й. ван Гаутен, І. ван Гаутен-Ґроневельд, Т. Герельс |
| 9914 Обухова (Obukhova)             | 1976 UJ4                  | 28 жовтня 1976    | КрАО                                          | Журавльова Людмила Василівна                           |
| 9915 Потанін (Potanin)              | 1977 RD2                  | 8 вересня 1977    | КрАО                                          | Черних Микола Степанович                               |
| 9916 Кібірєв (Kibirev)              | 1978 TR2                  | 3 жовтня 1978     | КрАО                                          | Черних Микола Степанович                               |
| 9917 Кейнс (Keynes)                 | 1979 MK                   | 26 червня 1979    | Астрономічна станція Серро Ель Робле          | Карлос Торрес                                          |
| (9918) 1979 MK3                     | 1979 MK3                  | 25 червня 1979    | Обсерваторія Сайдинг-Спрінг                   | Е. Гелін, Ш. Дж. Бас                                   |
| 9919 Унсет (Undset)                 | 1979 QF1                  | 22 серпня 1979    | Обсерваторія Ла-Сілья                         | Клаес-Інґвар Лаґерквіст                                |
| (9920) 1981 EZ10                    | 1981 EZ10                 | 1 березня 1981    | Обсерваторія Сайдинг-Спрінг                   | Ш. Дж. Бас                                             |
| (9921) 1981 EO18                    | 1981 EO18                 | 2 березня 1981    | Обсерваторія Сайдинг-Спрінг                   | Ш. Дж. Бас                                             |
| 9922 Катчеллер (Catcheller)         | 1981 EO21                 | 2 березня 1981    | Обсерваторія Сайдинг-Спрінг                   | Ш. Дж. Бас                                             |
| (9923) 1981 EB24                    | 1981 EB24                 | 7 березня 1981    | Обсерваторія Сайдинг-Спрінг                   | Ш. Дж. Бас                                             |
| (9924) 1981 EM24                    | 1981 EM24                 | 2 березня 1981    | Обсерваторія Сайдинг-Спрінг                   | Ш. Дж. Бас                                             |
| (9925) 1981 EU24                    | 1981 EU24                 | 2 березня 1981    | Обсерваторія Сайдинг-Спрінг                   | Ш. Дж. Бас                                             |
| (9926) 1981 EU41                    | 1981 EU41                 | 2 березня 1981    | Обсерваторія Сайдинг-Спрінг                   | Ш. Дж. Бас                                             |
| 9927 Тютчев (Tyutchev)              | 1981 TW1                  | 3 жовтня 1981     | КрАО                                          | Карачкіна Людмила Георгіївна                           |
| (9928) 1981 WE9                     | 1981 WE9                  | 16 листопада 1981 | Пертська обсерваторія                         | Пертська обсерваторія                                  |
| 9929 Макконел (McConnell)           | 1982 DP1                  | 24 лютого 1982    | Гарвардська обсерваторія                      | Обсерваторія Ок-Ридж                                   |
| 9930 Біллбарровс (Billburrows)      | 1984 CP                   | 5 лютого 1984     | Станція Андерсон-Меса                         | Едвард Бовелл                                          |
| 9931 Гербхауптман (Herbhauptman)    | 1985 HH                   | 18 квітня 1985    | Обсерваторія Клеть                            | Антонін Мркос                                          |
| 9932 Копилов (Kopylov)              | 1985 QP5                  | 23 серпня 1985    | КрАО                                          | Черних Микола Степанович                               |
| 9933 Алексєєв (Alekseev)            | 1985 SM3                  | 19 вересня 1985   | КрАО                                          | Черних Микола Степанович і Черних Людмила Іванівна     |
| 9934 Каччіопполі (Caccioppoli)      | 1985 UC                   | 20 жовтня 1985    | Станція Андерсон-Меса                         | Едвард Бовелл                                          |
| (9935) 1986 CP1                     | 1986 CP1                  | 4 лютого 1986     | Обсерваторія Ла-Сілья                         | Анрі Дебеонь                                           |
| 9936 Аль-Біруні (Al-Biruni)         | 1986 PN4                  | 8 серпня 1986     | Смолян                                        | Ерік Вальтер Ельст, Віолета Іванова                    |
| 9937 Трицератопс (Triceratops)      | 1988 DJ2                  | 17 лютого 1988    | Обсерваторія Ла-Сілья                         | Ерік Вальтер Ельст                                     |
| 9938 Кретлов (Kretlow)              | 1988 KA                   | 18 травня 1988    | Обсерваторія Ла-Сілья                         | Вернер Ландґраф                                        |
| (9939) 1988 VK                      | 1988 VK                   | 3 листопада 1988  | YGCO (станція Тійода)                         | Такуо Кодзіма                                          |
| (9940) 1988 VM3                     | 1988 VM3                  | 11 листопада 1988 | Обсерваторія Ґекко                            | Йошіакі Ошіма                                          |
| 9941 Ігуанодон (Iguanodon)          | 1989 CB3                  | 4 лютого 1989     | Обсерваторія Ла-Сілья                         | Ерік Вальтер Ельст                                     |
| (9942) 1989 TM1                     | 1989 TM1                  | 8 жовтня 1989     | Окутама                                       | Цуному Хіокі, Нобухіро Кавасато                        |
| 9943 Бізан (Bizan)                  | 1989 UG3                  | 29 жовтня 1989    | Обсерваторія Токушіма                         | Масаюкі Івамото, Тошімата Фурута                       |
| (9944) 1990 DA3                     | 1990 DA3                  | 24 лютого 1990    | Обсерваторія Ла-Сілья                         | Анрі Дебеонь                                           |
| 9945 Карінаксав'єр (Karinaxavier)   | 1990 KX                   | 21 травня 1990    | Паломарська обсерваторія                      | Е. Гелін                                               |
| (9946) 1990 ON2                     | 1990 ON2                  | 29 липня 1990     | Паломарська обсерваторія                      | Генрі Гольт                                            |
| 9947 Такайсюдзі (Takaishuji)        | 1990 QB                   | 17 серпня 1990    | Паломарська обсерваторія                      | Е. Гелін                                               |
| (9948) 1990 QB2                     | 1990 QB2                  | 22 серпня 1990    | Паломарська обсерваторія                      | Генрі Гольт                                            |
| 9949 Бронтозавр (Brontosaurus)      | 1990 SK6                  | 22 вересня 1990   | Обсерваторія Ла-Сілья                         | Ерік Вальтер Ельст                                     |
| 9950 ESA                            | 1990 VB                   | 8 листопада 1990  | Коссоль                                       | Крістіан Поллас                                        |
| 9951 Тиранозавр (Tyrannosaurus)     | 1990 VK5                  | 15 листопада 1990 | Обсерваторія Ла-Сілья                         | Ерік Вальтер Ельст                                     |
| (9952) 1991 AK                      | 1991 AK 1976 SV2 1989 SY6 | 9 січня 1991      | Обсерваторія Йорії                            | Масару Араї, Хіроші Морі                               |
| (9953) 1991 EB                      | 1991 EB                   | 7 березня 1991    | Обсерваторія Кушіро                           | Сейджі Уеда, Хіроші Канеда                             |
| 9954 Брахіозавр (Brachiosaurus)     | 1991 GX7                  | 8 квітня 1991     | Обсерваторія Ла-Сілья                         | Ерік Вальтер Ельст                                     |
| (9955) 1991 PU11                    | 1991 PU11                 | 7 серпня 1991     | Паломарська обсерваторія                      | Генрі Гольт                                            |
| 9956 Кастеллаз (Castellaz)          | 1991 TX4                  | 5 жовтня 1991     | Обсерваторія Карла Шварцшильда                | Лутц Шмадель, Ф. Бернґен                               |
| 9957 Рафаельсанті (Raffaellosanti)  | 1991 TO13                 | 6 жовтня 1991     | Обсерваторія Карла Шварцшильда                | Ф. Бернґен                                             |
| (9958) 1991 VL1                     | 1991 VL1                  | 4 листопада 1991  | Обсерваторія Кушіро                           | Сейджі Уеда, Хіроші Канеда                             |
| (9959) 1991 VF2                     | 1991 VF2                  | 9 листопада 1991  | Обсерваторія Кушіро                           | Сейджі Уеда, Хіроші Канеда                             |
| 9960 Секіне (Sekine)                | 1991 VE4                  | 4 листопада 1991  | Обсерваторія Кійосато                         | Сатору Отомо                                           |
| (9961) 1991 XK                      | 1991 XK                   | 4 грудня 1991     | Обсерваторія Кушіро                           | Сейджі Уеда, Хіроші Канеда                             |
| 9962 Пфау (Pfau)                    | 1991 YL1                  | 28 грудня 1991    | Обсерваторія Карла Шварцшильда                | Ф. Бернґен                                             |
| 9963 Сендідж (Sandage)              | 1992 AN                   | 9 січня 1992      | Паломарська обсерваторія                      | Е. Гелін                                               |
| 9964 Хідеоноґуті (Hideyonoguchi)    | 1992 CF1                  | 13 лютого 1992    | Обсерваторія Ґейсей                           | Тсутому Секі                                           |
| 9965 GNU                            | 1992 EF2                  | 5 березня 1992    | Обсерваторія Кітт-Пік                         | Spacewatch                                             |
| (9966) 1992 ES13                    | 1992 ES13                 | 2 березня 1992    | Обсерваторія Ла-Сілья                         | UESAC                                                  |
| 9967 Аваноюмі (Awanoyumi)           | 1992 FV1                  | 31 березня 1992   | Обсерваторія Кітамі                           | Кін Ендате, Кадзуро Ватанабе                           |
| 9968 Серпе (Serpe)                  | 1992 JS2                  | 4 травня 1992     | Обсерваторія Ла-Сілья                         | Анрі Дебеонь                                           |
| 9969 Брайль (Braille)               | 1992 KD                   | 27 травня 1992    | Паломарська обсерваторія                      | Е. Гелін, Кеннет Лоренс                                |
| (9970) 1992 ST1                     | 1992 ST1                  | 26 вересня 1992   | Обсерваторія Дінік                            | Ацуші Суґіе                                            |
| 9971 Ісіхара (Ishihara)             | 1993 HS                   | 16 квітня 1993    | Обсерваторія Кітамі                           | Кін Ендате, Кадзуро Ватанабе                           |
| 9972 Міноруода (Minoruoda)          | 1993 KQ                   | 26 травня 1993    | Обсерваторія Кійосато                         | Сатору Отомо                                           |
| 9973 Шпільман (Szpilman)            | 1993 NB2                  | 12 липня 1993     | Обсерваторія Ла-Сілья                         | Ерік Вальтер Ельст                                     |
| 9974 Броді (Brody)                  | 1993 OG13                 | 19 липня 1993     | Обсерваторія Ла-Сілья                         | Ерік Вальтер Ельст                                     |
| 9975 Такімотокосо (Takimotokoso)    | 1993 RZ1                  | 12 вересня 1993   | Обсерваторія Кітамі                           | Кін Ендате, Кадзуро Ватанабе                           |
| (9976) 1993 TQ                      | 1993 TQ                   | 9 жовтня 1993     | Обсерваторія Хідака                           | Сейдзі Шіраї, Шудзі Хаякава                            |
| (9977) 1994 AH                      | 1994 AH                   | 2 січня 1994      | Обсерваторія Оїдзумі                          | Такао Кобаяші                                          |
| (9978) 1994 AJ1                     | 1994 AJ1                  | 7 січня 1994      | Обсерваторія Оїдзумі                          | Такао Кобаяші                                          |
| (9979) 1994 VT                      | 1994 VT                   | 3 листопада 1994  | Обсерваторія Оїдзумі                          | Такао Кобаяші                                          |
| (9980) 1995 BQ3                     | 1995 BQ3                  | 31 січня 1995     | Обсерваторія Оїдзумі                          | Такао Кобаяші                                          |
| (9981) 1995 BS3                     | 1995 BS3                  | 31 січня 1995     | Обсерваторія Оїдзумі                          | Такао Кобаяші                                          |
| (9982) 1995 CH                      | 1995 CH                   | 1 лютого 1995     | Обсерваторія Оїдзумі                          | Такао Кобаяші                                          |
| 9983 Рікфінберґ (Rickfienberg)      | 1995 DA                   | 19 лютого 1995    | Обсерваторія Садбері                          | Денніс ді Сікко                                        |
| 9984 Грегбрайант (Gregbryant)       | 1996 HT                   | 18 квітня 1996    | Макквері                                      | Роберт Макнот, Дж. Чайльд                              |
| 9985 Акіко (Akiko)                  | 1996 JF                   | 12 травня 1996    | Яцука                                         | Роберт Макнот, Хіросі Абе                              |
| 9986 Хірокун (Hirokun)              | 1996 NX                   | 12 липня 1996     | Обсерваторія Наті-Кацуура                     | Йошісада Шімідзу, Такеші Урата                         |
| 9987 Пеано (Peano)                  | 1997 OO1                  | 29 липня 1997     | Прескоттська обсерваторія                     | Пол Комба                                              |
| 9988 Еріктемплбелл (Erictemplebell) | 1997 RX6                  | 9 вересня 1997    | Прескоттська обсерваторія                     | Пол Комба                                              |
| (9989) 1997 SG16                    | 1997 SG16                 | 27 вересня 1997   | Обсерваторія Уенохара                         | Нобухіро Кавасато                                      |
| (9990) 1997 SO17                    | 1997 SO17                 | 30 вересня 1997   | Обсерваторія Наніо                            | Томімару Окуні                                         |
| 9991 Анежка (Anezka)                | 1997 TY7                  | 5 жовтня 1997     | Обсерваторія Клеть                            | Зденек Моравец                                         |
| (9992) 1997 TG19                    | 1997 TG19                 | 8 жовтня 1997     | Обсерваторія Ґекко                            | Тецуо Каґава, Такеші Урата                             |
| 9993 Кумамото (Kumamoto)            | 1997 VX5                  | 6 листопада 1997  | Громадська астрономічна обсерваторія Кумамото | Дзюро Кобаясі                                          |
| 9994 Гротіус (Grotius)              | 4028 P-L                  | 24 вересня 1960   | Паломарська обсерваторія                      | К. Й. ван Гаутен, І. ван Гаутен-Ґроневельд, Т. Герельс |
| 9995 Алует (Alouette)               | 4805 P-L                  | 24 вересня 1960   | Паломарська обсерваторія                      | К. Й. ван Гаутен, І. ван Гаутен-Ґроневельд, Т. Герельс |
| 9996 ANS                            | 9070 P-L                  | 17 жовтня 1960    | Паломарська обсерваторія                      | К. Й. ван Гаутен, І. ван Гаутен-Ґроневельд, Т. Герельс |
| 9997 COBE                           | 1217 T-1                  | 25 березня 1971   | Паломарська обсерваторія                      | К. Й. ван Гаутен, І. ван Гаутен-Ґроневельд, Т. Герельс |
| 9998 ISO                            | 1293 T-1                  | 25 березня 1971   | Паломарська обсерваторія                      | К. Й. ван Гаутен, І. ван Гаутен-Ґроневельд, Т. Герельс |
| 9999 Вайлс (Wiles)                  | 4196 T-2                  | 29 вересня 1973   | Паломарська обсерваторія                      | К. Й. ван Гаутен, І. ван Гаутен-Ґроневельд, Т. Герельс |
| 10000 Міріостос (Myriostos)         | 1951 SY                   | 30 вересня 1951   | Паломарська обсерваторія                      | Альберт Вілсон                                         |

| Астероїди 1—10000 → |           |           |           |           |           |           |           |           |            |
| 1—100               | 1001—1100 | 2001—2100 | 3001—3100 | 4001—4100 | 5001—5100 | 6001—6100 | 7001—7100 | 8001—8100 | 9001—9100  |
| 101—200             | 1101—1200 | 2101—2200 | 3101—3200 | 4101—4200 | 5101—5200 | 6101—6200 | 7101—7200 | 8101—8200 | 9101—9200  |
| 201—300             | 1201—1300 | 2201—2300 | 3201—3300 | 4201—4300 | 5201—5300 | 6201—6300 | 7201—7300 | 8201—8300 | 9201—9300  |
| 301—400             | 1301—1400 | 2301—2400 | 3301—3400 | 4301—4400 | 5301—5400 | 6301—6400 | 7301—7400 | 8301—8400 | 9301—9400  |
| 401—500             | 1401—1500 | 2401—2500 | 3401—3500 | 4401—4500 | 5401—5500 | 6401—6500 | 7401—7500 | 8401—8500 | 9401—9500  |
| 501—600             | 1501—1600 | 2501—2600 | 3501—3600 | 4501—4600 | 5501—5600 | 6501—6600 | 7501—7600 | 8501—8600 | 9501—9600  |
| 601—700             | 1601—1700 | 2601—2700 | 3601—3700 | 4601—4700 | 5601—5700 | 6601—6700 | 7601—7700 | 8601—8700 | 9601—9700  |
| 701—800             | 1701—1800 | 2701—2800 | 3701—3800 | 4701—4800 | 5701—5800 | 6701—6800 | 7701—7800 | 8701—8800 | 9701—9800  |
| 801—900             | 1801—1900 | 2801—2900 | 3801—3900 | 4801—4900 | 5801—5900 | 6801—6900 | 7801—7900 | 8801—8900 | 9801—9900  |
| 901—1000            | 1901—2000 | 2901—3000 | 3901—4000 | 4901—5000 | 5901—6000 | 6901—7000 | 7901—8000 | 8901—9000 | 9901—10000 |